# Gojżewski-familiens mausoleum
Gojżewski-familiens mausoleum (polsk Mauzoleum Gojżewskich) ligger på Den gamle kirkegård i Łódź. Graven, som ligner en byzantinsk helligdom, rummer ligene af Konstanty Gojżewski, en officer i tsararmeen og hans kone Aleksandra Gojżewska. 
Ægteparret ligger begravet i en fælles krypt, men fordi Konstanty (død i 1905) var ortodoks og Aleksandra (død i 1900) romersk-katolsk, blev Konstanty gravlagt på den ortodokse del og Aleksandra på den katolske del af kirkegården. 
Mausoleet blev restaureret i 2000. Det er bygget i hvidt marmor og brune mursten, mens tagstenene er grønne. Indvendigt er mausoleumskuplen mørkeblå og dekoreret med gyldne stjerner. Lige over indgangen findes en indskrift skrevet med det kyrilliske alfabet: Семейная Гробница К. А. Гоижевского ("K. A. Gojżewskis familiegrav").

51°46′34″N 19°26′11″Ø / 51.77611°N 19.436392°Ø